# Дональдсон, Джон Далглиш

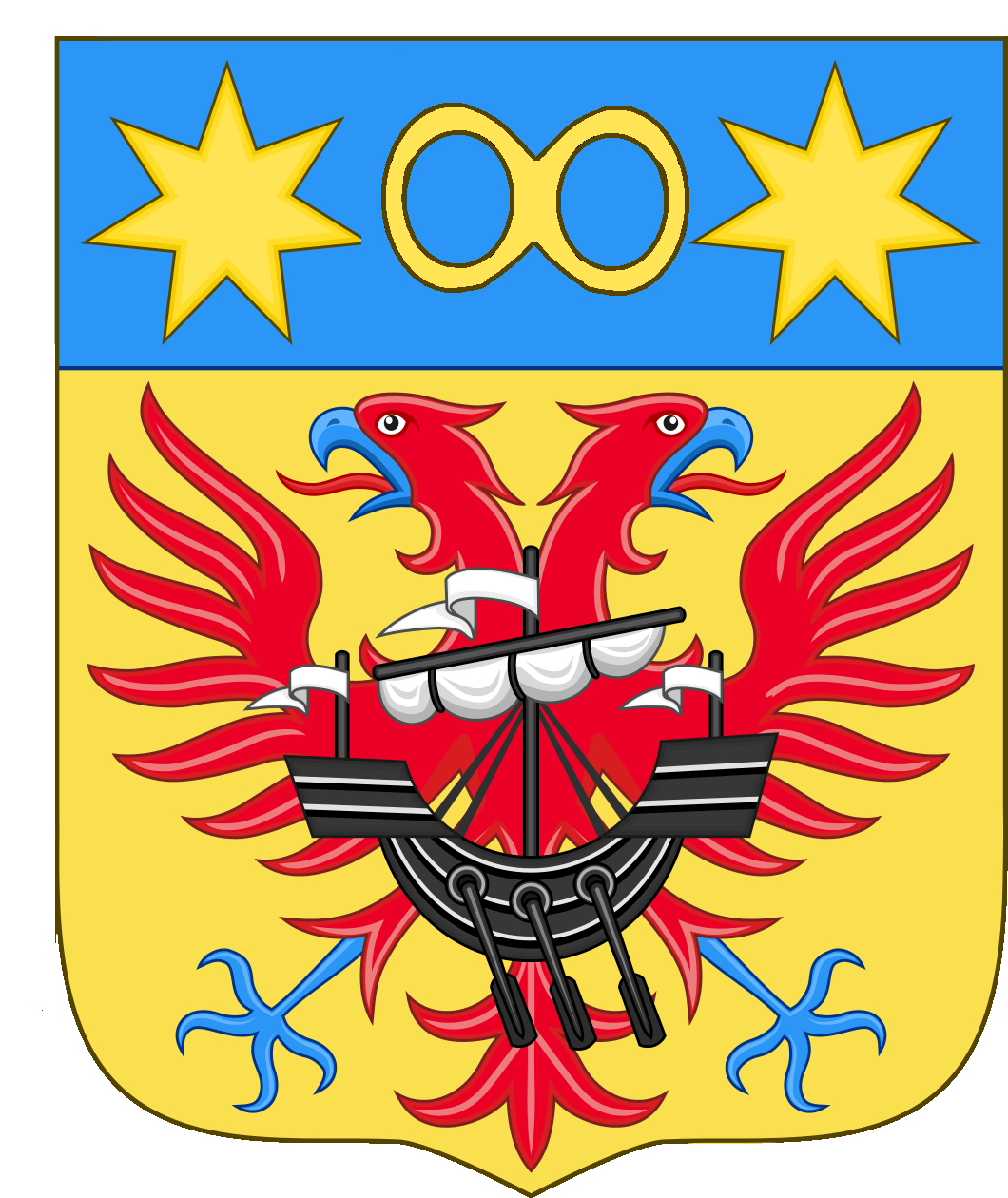

Джо́н Да́лглиш До́нальдсон (англ. John Dalgleish Donaldson; род. 5 сентября 1941, Кокензи и Порт-Сетон, Восточный Лотиан) — австралийский учёный-математик, более известный как отец королевы Дании Мари, супруги короля Фредерика X.

## Биография
Джон Дональдсон родился в Шотландии в семье морского капитана Питера Дональдсона (1911—1978) и его жены Мэри Далглиш (1914—2002). В 1962 году судно Питера Дональдсона «Shearwater» потерпело кораблекрушение в Бассовом проливе. Экипажу удалось спастись, а обломки корабля до сих пор находятся на одном из ближайших островов.

### Образование
В 1963 году Джон Дональдсон получил степень бакалавра, с отличием окончив физико-математический факультет Эдинбургского университета. 31 августа того же года он женился на Генриетте Кларк (род. 12 мая 1942 года). А в ноябре 1963 года вся семья Питера Дональдсона, в том числе, старший брат Джона Питер и сестра Рой, переехала в Тасманию, где отец работал капитаном в крупной торговой компании. Джон продолжил свое образование в Университете Тасмании.

### Научная деятельность
В 1967 году он защитил докторскую диссертацию, стал преподавателем прикладной математики, а позже и деканом факультета естественных наук Университета Тасмании (до 2003 года). Позже работал приглашенным профессором в Корейском институте передовых технологий (KAIST), Университете Хьюстона в США, Монреальском университете в Канаде, Оксфордском университете в Великобритании. В 2004 году переехал к дочери в Данию, начал преподавать в Орхусском университете, затем в Копенгагенском университете (с 2006 года) и в Академии Сорё на острове Зеландия (с 2013 года).

### Личная жизнь
В 1975 году семья Дональдсонов получила австралийское гражданство. У Джона и его первой жены Генриетты Кларк было четверо детей: Джейн Элисон (по мужу Стивенс, род. 26 декабря 1965 года), Патриция Энн (по мужу Бейли, род. 16 марта 1968 года), Джон Стюарт (род. 9 июля 1970 года) и Мэри Элизабет (по мужу относится к Династии Глюксбургов, королева Дании, род. 5 февраля 1972 года). Генриетта Кларк Дональдсон работала исполнительным секретарем ректора Университета Тасмании. Она умерла в результате операции на сердце 20 ноября 1997 года.
5 сентября 2001 года Джон Дональдсон женился на Сьюзен Элизабет Муди (урожденной Хорвуд, род. 18 января 1940 года), британской писательнице. Она известна, как автор детективных романов, которые публикует под именами Сьюзен Муди , Сюзанна Джеймс и Сьюзен Мэдисон.

### Член датской королевской семьи

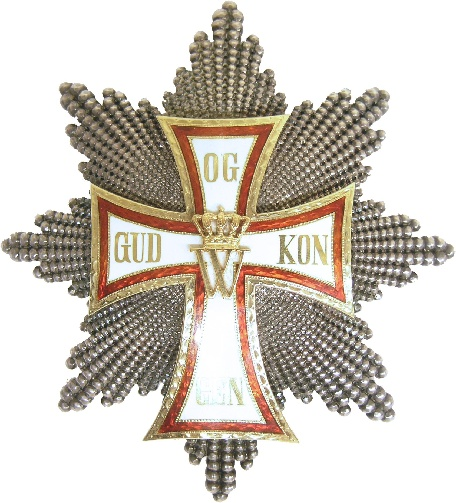

14 мая 2004 года его младшая дочь Мари Элизабет вышла замуж за наследника датского престола Фредерика и стала кронпринцессой. В честь этого королева Дании Маргрете II наградила отца невестки Большим крестом ордена Данеброг — второго по значимости рыцарского ордена страны. В соответствии со статутом этого ордена, Дональдсону полагался фамильный герб для демонстрации в часовне Королевских орденов в замке Фредериксборг.
В центре герба Джона Дональдона изображен красный орел и лодка с герба шотландского клана МакДональд, которые символизируют его шотландское происхождение. Над ними две золотые звезды с герба Австралии, а также золотой символ бесконечности, символизирующий его карьеру австралийского математика.
14 января 2024 года состоялось вступление кронпринца Фредерика на датский престол. Его супруга Мэри Дональдсон стала королевой Дании. За год до этого в интервью она рассказала, что из-за возраста и проблем со здоровьем ее отцу тяжело приезжать из Австралии в Данию. Поэтому он не смог присутствовать на этом торжественном событии.